# Edmund Jacobson
Edmund Jacobson (* 22. April 1888 in Chicago; † 7. Januar 1983 ebenda) war ein US-amerikanischer Arzt. Er begründete die progressive Muskelentspannung.

## Leben
Edmund Jacobson war der Sohn von Morris Jacobson, einem in Straßburg geborenen Immobilienmakler, und dessen in Iowa geborener Frau Fannie.
Jacobson begann seine Forschungen 1908 an der Harvard University. Durch umfangreiche Untersuchungen konnte er den Zusammenhang zwischen übermäßiger muskulöser Anspannung und unterschiedlichen körperlichen und seelischen Erkrankungen nachweisen. Er stellte fest, dass Spannung und Anstrengung immer mit einer Verkürzung der Muskelfasern einhergehen und erkannte die Entspannung als das genaue Gegenteil von Erregungszuständen. Jacobson fand heraus, dass die Reduktion des Muskeltonus die Aktivität des Zentralen Nervensystems herabsetzt und Entspannung sich als allgemeines Heilmittel für psychosomatische Störungen und zur Prophylaxe eignet.
Nach zwanzigjähriger Forschung veröffentlichte er 1929 erstmals seine Ergebnisse, zunächst als Fachliteratur für Ärzte. Sein Hauptwerk You must relax wandte sich an ein allgemeines Publikum und erschien 1934. Es wurde 1990 unter dem Titel Entspannung als Therapie – Progressive Relaxation in Theorie und Praxis erstmals auch in deutscher Sprache veröffentlicht. Jacobson vertiefte seine Forschungen in den Jahren 1936 bis 1960 am Laboratorium für klinische Physiologie in Chicago. Im Lauf seines Lebens veröffentlichte er 64 wissenschaftliche Untersuchungen und acht Bücher zum Thema Entspannung.
Er starb im Alter von 94 Jahren in seiner Geburtsstadt.